# Will to Power (Arch-Enemy-Album)
Will to Power ist das zehnte Studioalbum der schwedischen Melodic-Death-Metal-Band Arch Enemy. Es wurde am 8. September 2017 bei Century Media veröffentlicht. Auf dem Album ist erstmals der neue Leadgitarrist Jeff Loomis (zuvor Nevermore) zu hören, der im November 2014 zur Band gestoßen war.

## Hintergrund
Auf dem Album ist mit Reason to Believe erstmals ein Song mit cleanem Gesang zu hören, der somit auch als erste Ballade der Band bezeichnet wurde. Der Titel des Albums bezieht sich auf Wille zur Macht von Friedrich Nietzsche. Die Band hatte  zwar bereits zuvor Kill With Power von Manowar gecovert. Der Song enthält auch die Zeile: „for we have the will to power, with power we will kill“, was Gitarrist Michael Amott jedoch nach eigenen Angaben nicht bewusst war. Amott nahm an, dass Manowar ebenfalls „ein bisschen Nietzsche gelesen“ hätten.

## Titelliste
1. Set Flame to the Night – 1:18
2. The Race – 3:15
3. Blood in the Water – 3:55
4. The World Is Yours – 4:53
5. The Eagle Flies Alone – 4:59
6. Reason to Believe – 4:47
7. Murder Scene – 3:50
8. First Day in Hell – 4:48
9. Saturnine – 1:09
10. Dreams of Retribution – 6:40
11. My Shadow and I – 4:05
12. A Fight I Must Win – 6:37

## Rezeption

### Rezensionen
Im Magazin Rock Hard wertete Thomas Kupfer mit 8,5 von zehn Punkten. Kupfer lobte insbesondere die Zusammenarbeit des Gitarrenduos Amott/Loomis, an der andere „sich in Zukunft“ „messen lassen“ müssten. Das Album wurde zudem mit einem Notenschnitt von 8,0 von 10 aller Redakteure zum „Album des Monats“ gekürt.

### Charts und Chartplatzierungen
Will to Power erreichte in Deutschland Platz drei, was zu diesem Zeitpunkt die beste Platzierung der Bandgeschichte darstellte. Zudem erreichte das Album unter anderem Platz zwei in Finnland, Platz sechs in Österreich sowie Platz fünf in der Schweiz.